# Кондратьев, Павел Евсеевич
Па́вел Евсе́евич Кондра́тьев (8 января 1924, Москва — 11 июня 1984, Ленинград) — советский шахматист и тренер, мастер спорта СССР (1950). Юрист.

## Биография
С детства играл в шахматы. Был членом юношеской сборной Москвы. В 1942 призван во флот. Во время Великой Отечественной войны — старший матрос на тральщике. Награждён медалями Ушакова, «За оборону Ленинграда» и «За победу над Германией». После демобилизации в 1950 переехал в Ленинград. Окончил юридический факультет университета.
Разделил 2—3-е места в первенстве Вооружённых сил СССР 1950 г. В том же году, набрав 8 очков в полуфинале XVIII чемпионата СССР, выполнил мастерскую норму.
Чемпион Ленинградского шахматного клуба 1959/1960. Участник 9 чемпионатов Ленинграда, включая блокадное первенство 1943 года. В 1956 стал чемпионом города. В составе сборной Ленинграда участник 10-го первенство СССР между командами союзных республик (1967) в г. Москве (команда Ленинграда заняла 4-е место).
Выступал за спортивное общество «Спартак», в составе которого стал бронзовым призёром 6-го командного кубка СССР (1968) в г. Риге.
Вел секцию в Доме пионеров Ленинского района, где постигали азы шахматного искусства международный мастер Вячеслав Оснос и двукратная чемпионка Ленинграда мастер Наталья Зубова. Читал лекции в одной из африканских стран. В конце жизни назначен государственным тренером Спорткомитета СССР. Среди его подопечных — Людмила Руденко, Лариса Вольперт, Валерий Салов и Ирина Левитина. В 1983 году заслуги Павла Кондратьева были отмечены памятной медалью имени Чигорина.
Известен как автор ряда книг по теории шахмат. Начал публиковаться ещё в предвоенные годы. Наряду с Борисом Владимировым был одним из ведущих телевизионного журнала «Шахматы», выходившего дважды в месяц с 1970 года на Ленинградском телевидении. Внес вклад в теорию, предложив один из вариантов французской защиты.

## Памятные партии
|   | a | b | c | d | e | f | g | h |   |
| - | --- | --- | --- | --- | --- | --- | --- | --- | - |
| 8 | a8 чёрная ладья · c8 чёрный слон · d8 чёрный ферзь · e8 чёрный король · h8 чёрная ладья · a7 чёрная пешка · b7 чёрная пешка · d7 чёрная пешка · e7 чёрный слон · f7 чёрная пешка · g7 чёрная пешка · h7 чёрная пешка · b5 чёрная пешка · e5 белый конь · e4 белая ладья · a2 белая пешка · b2 белая пешка · c2 белая пешка · f2 белая пешка · g2 белая пешка · h2 белая пешка · a1 белая ладья · c1 белый слон · d1 белый ферзь · g1 белый король | a8 чёрная ладья · c8 чёрный слон · d8 чёрный ферзь · e8 чёрный король · h8 чёрная ладья · a7 чёрная пешка · b7 чёрная пешка · d7 чёрная пешка · e7 чёрный слон · f7 чёрная пешка · g7 чёрная пешка · h7 чёрная пешка · b5 чёрная пешка · e5 белый конь · e4 белая ладья · a2 белая пешка · b2 белая пешка · c2 белая пешка · f2 белая пешка · g2 белая пешка · h2 белая пешка · a1 белая ладья · c1 белый слон · d1 белый ферзь · g1 белый король | a8 чёрная ладья · c8 чёрный слон · d8 чёрный ферзь · e8 чёрный король · h8 чёрная ладья · a7 чёрная пешка · b7 чёрная пешка · d7 чёрная пешка · e7 чёрный слон · f7 чёрная пешка · g7 чёрная пешка · h7 чёрная пешка · b5 чёрная пешка · e5 белый конь · e4 белая ладья · a2 белая пешка · b2 белая пешка · c2 белая пешка · f2 белая пешка · g2 белая пешка · h2 белая пешка · a1 белая ладья · c1 белый слон · d1 белый ферзь · g1 белый король | a8 чёрная ладья · c8 чёрный слон · d8 чёрный ферзь · e8 чёрный король · h8 чёрная ладья · a7 чёрная пешка · b7 чёрная пешка · d7 чёрная пешка · e7 чёрный слон · f7 чёрная пешка · g7 чёрная пешка · h7 чёрная пешка · b5 чёрная пешка · e5 белый конь · e4 белая ладья · a2 белая пешка · b2 белая пешка · c2 белая пешка · f2 белая пешка · g2 белая пешка · h2 белая пешка · a1 белая ладья · c1 белый слон · d1 белый ферзь · g1 белый король | a8 чёрная ладья · c8 чёрный слон · d8 чёрный ферзь · e8 чёрный король · h8 чёрная ладья · a7 чёрная пешка · b7 чёрная пешка · d7 чёрная пешка · e7 чёрный слон · f7 чёрная пешка · g7 чёрная пешка · h7 чёрная пешка · b5 чёрная пешка · e5 белый конь · e4 белая ладья · a2 белая пешка · b2 белая пешка · c2 белая пешка · f2 белая пешка · g2 белая пешка · h2 белая пешка · a1 белая ладья · c1 белый слон · d1 белый ферзь · g1 белый король | a8 чёрная ладья · c8 чёрный слон · d8 чёрный ферзь · e8 чёрный король · h8 чёрная ладья · a7 чёрная пешка · b7 чёрная пешка · d7 чёрная пешка · e7 чёрный слон · f7 чёрная пешка · g7 чёрная пешка · h7 чёрная пешка · b5 чёрная пешка · e5 белый конь · e4 белая ладья · a2 белая пешка · b2 белая пешка · c2 белая пешка · f2 белая пешка · g2 белая пешка · h2 белая пешка · a1 белая ладья · c1 белый слон · d1 белый ферзь · g1 белый король | a8 чёрная ладья · c8 чёрный слон · d8 чёрный ферзь · e8 чёрный король · h8 чёрная ладья · a7 чёрная пешка · b7 чёрная пешка · d7 чёрная пешка · e7 чёрный слон · f7 чёрная пешка · g7 чёрная пешка · h7 чёрная пешка · b5 чёрная пешка · e5 белый конь · e4 белая ладья · a2 белая пешка · b2 белая пешка · c2 белая пешка · f2 белая пешка · g2 белая пешка · h2 белая пешка · a1 белая ладья · c1 белый слон · d1 белый ферзь · g1 белый король | a8 чёрная ладья · c8 чёрный слон · d8 чёрный ферзь · e8 чёрный король · h8 чёрная ладья · a7 чёрная пешка · b7 чёрная пешка · d7 чёрная пешка · e7 чёрный слон · f7 чёрная пешка · g7 чёрная пешка · h7 чёрная пешка · b5 чёрная пешка · e5 белый конь · e4 белая ладья · a2 белая пешка · b2 белая пешка · c2 белая пешка · f2 белая пешка · g2 белая пешка · h2 белая пешка · a1 белая ладья · c1 белый слон · d1 белый ферзь · g1 белый король | 8 |
| 7 | a8 чёрная ладья · c8 чёрный слон · d8 чёрный ферзь · e8 чёрный король · h8 чёрная ладья · a7 чёрная пешка · b7 чёрная пешка · d7 чёрная пешка · e7 чёрный слон · f7 чёрная пешка · g7 чёрная пешка · h7 чёрная пешка · b5 чёрная пешка · e5 белый конь · e4 белая ладья · a2 белая пешка · b2 белая пешка · c2 белая пешка · f2 белая пешка · g2 белая пешка · h2 белая пешка · a1 белая ладья · c1 белый слон · d1 белый ферзь · g1 белый король | a8 чёрная ладья · c8 чёрный слон · d8 чёрный ферзь · e8 чёрный король · h8 чёрная ладья · a7 чёрная пешка · b7 чёрная пешка · d7 чёрная пешка · e7 чёрный слон · f7 чёрная пешка · g7 чёрная пешка · h7 чёрная пешка · b5 чёрная пешка · e5 белый конь · e4 белая ладья · a2 белая пешка · b2 белая пешка · c2 белая пешка · f2 белая пешка · g2 белая пешка · h2 белая пешка · a1 белая ладья · c1 белый слон · d1 белый ферзь · g1 белый король | a8 чёрная ладья · c8 чёрный слон · d8 чёрный ферзь · e8 чёрный король · h8 чёрная ладья · a7 чёрная пешка · b7 чёрная пешка · d7 чёрная пешка · e7 чёрный слон · f7 чёрная пешка · g7 чёрная пешка · h7 чёрная пешка · b5 чёрная пешка · e5 белый конь · e4 белая ладья · a2 белая пешка · b2 белая пешка · c2 белая пешка · f2 белая пешка · g2 белая пешка · h2 белая пешка · a1 белая ладья · c1 белый слон · d1 белый ферзь · g1 белый король | a8 чёрная ладья · c8 чёрный слон · d8 чёрный ферзь · e8 чёрный король · h8 чёрная ладья · a7 чёрная пешка · b7 чёрная пешка · d7 чёрная пешка · e7 чёрный слон · f7 чёрная пешка · g7 чёрная пешка · h7 чёрная пешка · b5 чёрная пешка · e5 белый конь · e4 белая ладья · a2 белая пешка · b2 белая пешка · c2 белая пешка · f2 белая пешка · g2 белая пешка · h2 белая пешка · a1 белая ладья · c1 белый слон · d1 белый ферзь · g1 белый король | a8 чёрная ладья · c8 чёрный слон · d8 чёрный ферзь · e8 чёрный король · h8 чёрная ладья · a7 чёрная пешка · b7 чёрная пешка · d7 чёрная пешка · e7 чёрный слон · f7 чёрная пешка · g7 чёрная пешка · h7 чёрная пешка · b5 чёрная пешка · e5 белый конь · e4 белая ладья · a2 белая пешка · b2 белая пешка · c2 белая пешка · f2 белая пешка · g2 белая пешка · h2 белая пешка · a1 белая ладья · c1 белый слон · d1 белый ферзь · g1 белый король | a8 чёрная ладья · c8 чёрный слон · d8 чёрный ферзь · e8 чёрный король · h8 чёрная ладья · a7 чёрная пешка · b7 чёрная пешка · d7 чёрная пешка · e7 чёрный слон · f7 чёрная пешка · g7 чёрная пешка · h7 чёрная пешка · b5 чёрная пешка · e5 белый конь · e4 белая ладья · a2 белая пешка · b2 белая пешка · c2 белая пешка · f2 белая пешка · g2 белая пешка · h2 белая пешка · a1 белая ладья · c1 белый слон · d1 белый ферзь · g1 белый король | a8 чёрная ладья · c8 чёрный слон · d8 чёрный ферзь · e8 чёрный король · h8 чёрная ладья · a7 чёрная пешка · b7 чёрная пешка · d7 чёрная пешка · e7 чёрный слон · f7 чёрная пешка · g7 чёрная пешка · h7 чёрная пешка · b5 чёрная пешка · e5 белый конь · e4 белая ладья · a2 белая пешка · b2 белая пешка · c2 белая пешка · f2 белая пешка · g2 белая пешка · h2 белая пешка · a1 белая ладья · c1 белый слон · d1 белый ферзь · g1 белый король | a8 чёрная ладья · c8 чёрный слон · d8 чёрный ферзь · e8 чёрный король · h8 чёрная ладья · a7 чёрная пешка · b7 чёрная пешка · d7 чёрная пешка · e7 чёрный слон · f7 чёрная пешка · g7 чёрная пешка · h7 чёрная пешка · b5 чёрная пешка · e5 белый конь · e4 белая ладья · a2 белая пешка · b2 белая пешка · c2 белая пешка · f2 белая пешка · g2 белая пешка · h2 белая пешка · a1 белая ладья · c1 белый слон · d1 белый ферзь · g1 белый король | 7 |
| 6 | a8 чёрная ладья · c8 чёрный слон · d8 чёрный ферзь · e8 чёрный король · h8 чёрная ладья · a7 чёрная пешка · b7 чёрная пешка · d7 чёрная пешка · e7 чёрный слон · f7 чёрная пешка · g7 чёрная пешка · h7 чёрная пешка · b5 чёрная пешка · e5 белый конь · e4 белая ладья · a2 белая пешка · b2 белая пешка · c2 белая пешка · f2 белая пешка · g2 белая пешка · h2 белая пешка · a1 белая ладья · c1 белый слон · d1 белый ферзь · g1 белый король | a8 чёрная ладья · c8 чёрный слон · d8 чёрный ферзь · e8 чёрный король · h8 чёрная ладья · a7 чёрная пешка · b7 чёрная пешка · d7 чёрная пешка · e7 чёрный слон · f7 чёрная пешка · g7 чёрная пешка · h7 чёрная пешка · b5 чёрная пешка · e5 белый конь · e4 белая ладья · a2 белая пешка · b2 белая пешка · c2 белая пешка · f2 белая пешка · g2 белая пешка · h2 белая пешка · a1 белая ладья · c1 белый слон · d1 белый ферзь · g1 белый король | a8 чёрная ладья · c8 чёрный слон · d8 чёрный ферзь · e8 чёрный король · h8 чёрная ладья · a7 чёрная пешка · b7 чёрная пешка · d7 чёрная пешка · e7 чёрный слон · f7 чёрная пешка · g7 чёрная пешка · h7 чёрная пешка · b5 чёрная пешка · e5 белый конь · e4 белая ладья · a2 белая пешка · b2 белая пешка · c2 белая пешка · f2 белая пешка · g2 белая пешка · h2 белая пешка · a1 белая ладья · c1 белый слон · d1 белый ферзь · g1 белый король | a8 чёрная ладья · c8 чёрный слон · d8 чёрный ферзь · e8 чёрный король · h8 чёрная ладья · a7 чёрная пешка · b7 чёрная пешка · d7 чёрная пешка · e7 чёрный слон · f7 чёрная пешка · g7 чёрная пешка · h7 чёрная пешка · b5 чёрная пешка · e5 белый конь · e4 белая ладья · a2 белая пешка · b2 белая пешка · c2 белая пешка · f2 белая пешка · g2 белая пешка · h2 белая пешка · a1 белая ладья · c1 белый слон · d1 белый ферзь · g1 белый король | a8 чёрная ладья · c8 чёрный слон · d8 чёрный ферзь · e8 чёрный король · h8 чёрная ладья · a7 чёрная пешка · b7 чёрная пешка · d7 чёрная пешка · e7 чёрный слон · f7 чёрная пешка · g7 чёрная пешка · h7 чёрная пешка · b5 чёрная пешка · e5 белый конь · e4 белая ладья · a2 белая пешка · b2 белая пешка · c2 белая пешка · f2 белая пешка · g2 белая пешка · h2 белая пешка · a1 белая ладья · c1 белый слон · d1 белый ферзь · g1 белый король | a8 чёрная ладья · c8 чёрный слон · d8 чёрный ферзь · e8 чёрный король · h8 чёрная ладья · a7 чёрная пешка · b7 чёрная пешка · d7 чёрная пешка · e7 чёрный слон · f7 чёрная пешка · g7 чёрная пешка · h7 чёрная пешка · b5 чёрная пешка · e5 белый конь · e4 белая ладья · a2 белая пешка · b2 белая пешка · c2 белая пешка · f2 белая пешка · g2 белая пешка · h2 белая пешка · a1 белая ладья · c1 белый слон · d1 белый ферзь · g1 белый король | a8 чёрная ладья · c8 чёрный слон · d8 чёрный ферзь · e8 чёрный король · h8 чёрная ладья · a7 чёрная пешка · b7 чёрная пешка · d7 чёрная пешка · e7 чёрный слон · f7 чёрная пешка · g7 чёрная пешка · h7 чёрная пешка · b5 чёрная пешка · e5 белый конь · e4 белая ладья · a2 белая пешка · b2 белая пешка · c2 белая пешка · f2 белая пешка · g2 белая пешка · h2 белая пешка · a1 белая ладья · c1 белый слон · d1 белый ферзь · g1 белый король | a8 чёрная ладья · c8 чёрный слон · d8 чёрный ферзь · e8 чёрный король · h8 чёрная ладья · a7 чёрная пешка · b7 чёрная пешка · d7 чёрная пешка · e7 чёрный слон · f7 чёрная пешка · g7 чёрная пешка · h7 чёрная пешка · b5 чёрная пешка · e5 белый конь · e4 белая ладья · a2 белая пешка · b2 белая пешка · c2 белая пешка · f2 белая пешка · g2 белая пешка · h2 белая пешка · a1 белая ладья · c1 белый слон · d1 белый ферзь · g1 белый король | 6 |
| 5 | a8 чёрная ладья · c8 чёрный слон · d8 чёрный ферзь · e8 чёрный король · h8 чёрная ладья · a7 чёрная пешка · b7 чёрная пешка · d7 чёрная пешка · e7 чёрный слон · f7 чёрная пешка · g7 чёрная пешка · h7 чёрная пешка · b5 чёрная пешка · e5 белый конь · e4 белая ладья · a2 белая пешка · b2 белая пешка · c2 белая пешка · f2 белая пешка · g2 белая пешка · h2 белая пешка · a1 белая ладья · c1 белый слон · d1 белый ферзь · g1 белый король | a8 чёрная ладья · c8 чёрный слон · d8 чёрный ферзь · e8 чёрный король · h8 чёрная ладья · a7 чёрная пешка · b7 чёрная пешка · d7 чёрная пешка · e7 чёрный слон · f7 чёрная пешка · g7 чёрная пешка · h7 чёрная пешка · b5 чёрная пешка · e5 белый конь · e4 белая ладья · a2 белая пешка · b2 белая пешка · c2 белая пешка · f2 белая пешка · g2 белая пешка · h2 белая пешка · a1 белая ладья · c1 белый слон · d1 белый ферзь · g1 белый король | a8 чёрная ладья · c8 чёрный слон · d8 чёрный ферзь · e8 чёрный король · h8 чёрная ладья · a7 чёрная пешка · b7 чёрная пешка · d7 чёрная пешка · e7 чёрный слон · f7 чёрная пешка · g7 чёрная пешка · h7 чёрная пешка · b5 чёрная пешка · e5 белый конь · e4 белая ладья · a2 белая пешка · b2 белая пешка · c2 белая пешка · f2 белая пешка · g2 белая пешка · h2 белая пешка · a1 белая ладья · c1 белый слон · d1 белый ферзь · g1 белый король | a8 чёрная ладья · c8 чёрный слон · d8 чёрный ферзь · e8 чёрный король · h8 чёрная ладья · a7 чёрная пешка · b7 чёрная пешка · d7 чёрная пешка · e7 чёрный слон · f7 чёрная пешка · g7 чёрная пешка · h7 чёрная пешка · b5 чёрная пешка · e5 белый конь · e4 белая ладья · a2 белая пешка · b2 белая пешка · c2 белая пешка · f2 белая пешка · g2 белая пешка · h2 белая пешка · a1 белая ладья · c1 белый слон · d1 белый ферзь · g1 белый король | a8 чёрная ладья · c8 чёрный слон · d8 чёрный ферзь · e8 чёрный король · h8 чёрная ладья · a7 чёрная пешка · b7 чёрная пешка · d7 чёрная пешка · e7 чёрный слон · f7 чёрная пешка · g7 чёрная пешка · h7 чёрная пешка · b5 чёрная пешка · e5 белый конь · e4 белая ладья · a2 белая пешка · b2 белая пешка · c2 белая пешка · f2 белая пешка · g2 белая пешка · h2 белая пешка · a1 белая ладья · c1 белый слон · d1 белый ферзь · g1 белый король | a8 чёрная ладья · c8 чёрный слон · d8 чёрный ферзь · e8 чёрный король · h8 чёрная ладья · a7 чёрная пешка · b7 чёрная пешка · d7 чёрная пешка · e7 чёрный слон · f7 чёрная пешка · g7 чёрная пешка · h7 чёрная пешка · b5 чёрная пешка · e5 белый конь · e4 белая ладья · a2 белая пешка · b2 белая пешка · c2 белая пешка · f2 белая пешка · g2 белая пешка · h2 белая пешка · a1 белая ладья · c1 белый слон · d1 белый ферзь · g1 белый король | a8 чёрная ладья · c8 чёрный слон · d8 чёрный ферзь · e8 чёрный король · h8 чёрная ладья · a7 чёрная пешка · b7 чёрная пешка · d7 чёрная пешка · e7 чёрный слон · f7 чёрная пешка · g7 чёрная пешка · h7 чёрная пешка · b5 чёрная пешка · e5 белый конь · e4 белая ладья · a2 белая пешка · b2 белая пешка · c2 белая пешка · f2 белая пешка · g2 белая пешка · h2 белая пешка · a1 белая ладья · c1 белый слон · d1 белый ферзь · g1 белый король | a8 чёрная ладья · c8 чёрный слон · d8 чёрный ферзь · e8 чёрный король · h8 чёрная ладья · a7 чёрная пешка · b7 чёрная пешка · d7 чёрная пешка · e7 чёрный слон · f7 чёрная пешка · g7 чёрная пешка · h7 чёрная пешка · b5 чёрная пешка · e5 белый конь · e4 белая ладья · a2 белая пешка · b2 белая пешка · c2 белая пешка · f2 белая пешка · g2 белая пешка · h2 белая пешка · a1 белая ладья · c1 белый слон · d1 белый ферзь · g1 белый король | 5 |
| 4 | a8 чёрная ладья · c8 чёрный слон · d8 чёрный ферзь · e8 чёрный король · h8 чёрная ладья · a7 чёрная пешка · b7 чёрная пешка · d7 чёрная пешка · e7 чёрный слон · f7 чёрная пешка · g7 чёрная пешка · h7 чёрная пешка · b5 чёрная пешка · e5 белый конь · e4 белая ладья · a2 белая пешка · b2 белая пешка · c2 белая пешка · f2 белая пешка · g2 белая пешка · h2 белая пешка · a1 белая ладья · c1 белый слон · d1 белый ферзь · g1 белый король | a8 чёрная ладья · c8 чёрный слон · d8 чёрный ферзь · e8 чёрный король · h8 чёрная ладья · a7 чёрная пешка · b7 чёрная пешка · d7 чёрная пешка · e7 чёрный слон · f7 чёрная пешка · g7 чёрная пешка · h7 чёрная пешка · b5 чёрная пешка · e5 белый конь · e4 белая ладья · a2 белая пешка · b2 белая пешка · c2 белая пешка · f2 белая пешка · g2 белая пешка · h2 белая пешка · a1 белая ладья · c1 белый слон · d1 белый ферзь · g1 белый король | a8 чёрная ладья · c8 чёрный слон · d8 чёрный ферзь · e8 чёрный король · h8 чёрная ладья · a7 чёрная пешка · b7 чёрная пешка · d7 чёрная пешка · e7 чёрный слон · f7 чёрная пешка · g7 чёрная пешка · h7 чёрная пешка · b5 чёрная пешка · e5 белый конь · e4 белая ладья · a2 белая пешка · b2 белая пешка · c2 белая пешка · f2 белая пешка · g2 белая пешка · h2 белая пешка · a1 белая ладья · c1 белый слон · d1 белый ферзь · g1 белый король | a8 чёрная ладья · c8 чёрный слон · d8 чёрный ферзь · e8 чёрный король · h8 чёрная ладья · a7 чёрная пешка · b7 чёрная пешка · d7 чёрная пешка · e7 чёрный слон · f7 чёрная пешка · g7 чёрная пешка · h7 чёрная пешка · b5 чёрная пешка · e5 белый конь · e4 белая ладья · a2 белая пешка · b2 белая пешка · c2 белая пешка · f2 белая пешка · g2 белая пешка · h2 белая пешка · a1 белая ладья · c1 белый слон · d1 белый ферзь · g1 белый король | a8 чёрная ладья · c8 чёрный слон · d8 чёрный ферзь · e8 чёрный король · h8 чёрная ладья · a7 чёрная пешка · b7 чёрная пешка · d7 чёрная пешка · e7 чёрный слон · f7 чёрная пешка · g7 чёрная пешка · h7 чёрная пешка · b5 чёрная пешка · e5 белый конь · e4 белая ладья · a2 белая пешка · b2 белая пешка · c2 белая пешка · f2 белая пешка · g2 белая пешка · h2 белая пешка · a1 белая ладья · c1 белый слон · d1 белый ферзь · g1 белый король | a8 чёрная ладья · c8 чёрный слон · d8 чёрный ферзь · e8 чёрный король · h8 чёрная ладья · a7 чёрная пешка · b7 чёрная пешка · d7 чёрная пешка · e7 чёрный слон · f7 чёрная пешка · g7 чёрная пешка · h7 чёрная пешка · b5 чёрная пешка · e5 белый конь · e4 белая ладья · a2 белая пешка · b2 белая пешка · c2 белая пешка · f2 белая пешка · g2 белая пешка · h2 белая пешка · a1 белая ладья · c1 белый слон · d1 белый ферзь · g1 белый король | a8 чёрная ладья · c8 чёрный слон · d8 чёрный ферзь · e8 чёрный король · h8 чёрная ладья · a7 чёрная пешка · b7 чёрная пешка · d7 чёрная пешка · e7 чёрный слон · f7 чёрная пешка · g7 чёрная пешка · h7 чёрная пешка · b5 чёрная пешка · e5 белый конь · e4 белая ладья · a2 белая пешка · b2 белая пешка · c2 белая пешка · f2 белая пешка · g2 белая пешка · h2 белая пешка · a1 белая ладья · c1 белый слон · d1 белый ферзь · g1 белый король | a8 чёрная ладья · c8 чёрный слон · d8 чёрный ферзь · e8 чёрный король · h8 чёрная ладья · a7 чёрная пешка · b7 чёрная пешка · d7 чёрная пешка · e7 чёрный слон · f7 чёрная пешка · g7 чёрная пешка · h7 чёрная пешка · b5 чёрная пешка · e5 белый конь · e4 белая ладья · a2 белая пешка · b2 белая пешка · c2 белая пешка · f2 белая пешка · g2 белая пешка · h2 белая пешка · a1 белая ладья · c1 белый слон · d1 белый ферзь · g1 белый король | 4 |
| 3 | a8 чёрная ладья · c8 чёрный слон · d8 чёрный ферзь · e8 чёрный король · h8 чёрная ладья · a7 чёрная пешка · b7 чёрная пешка · d7 чёрная пешка · e7 чёрный слон · f7 чёрная пешка · g7 чёрная пешка · h7 чёрная пешка · b5 чёрная пешка · e5 белый конь · e4 белая ладья · a2 белая пешка · b2 белая пешка · c2 белая пешка · f2 белая пешка · g2 белая пешка · h2 белая пешка · a1 белая ладья · c1 белый слон · d1 белый ферзь · g1 белый король | a8 чёрная ладья · c8 чёрный слон · d8 чёрный ферзь · e8 чёрный король · h8 чёрная ладья · a7 чёрная пешка · b7 чёрная пешка · d7 чёрная пешка · e7 чёрный слон · f7 чёрная пешка · g7 чёрная пешка · h7 чёрная пешка · b5 чёрная пешка · e5 белый конь · e4 белая ладья · a2 белая пешка · b2 белая пешка · c2 белая пешка · f2 белая пешка · g2 белая пешка · h2 белая пешка · a1 белая ладья · c1 белый слон · d1 белый ферзь · g1 белый король | a8 чёрная ладья · c8 чёрный слон · d8 чёрный ферзь · e8 чёрный король · h8 чёрная ладья · a7 чёрная пешка · b7 чёрная пешка · d7 чёрная пешка · e7 чёрный слон · f7 чёрная пешка · g7 чёрная пешка · h7 чёрная пешка · b5 чёрная пешка · e5 белый конь · e4 белая ладья · a2 белая пешка · b2 белая пешка · c2 белая пешка · f2 белая пешка · g2 белая пешка · h2 белая пешка · a1 белая ладья · c1 белый слон · d1 белый ферзь · g1 белый король | a8 чёрная ладья · c8 чёрный слон · d8 чёрный ферзь · e8 чёрный король · h8 чёрная ладья · a7 чёрная пешка · b7 чёрная пешка · d7 чёрная пешка · e7 чёрный слон · f7 чёрная пешка · g7 чёрная пешка · h7 чёрная пешка · b5 чёрная пешка · e5 белый конь · e4 белая ладья · a2 белая пешка · b2 белая пешка · c2 белая пешка · f2 белая пешка · g2 белая пешка · h2 белая пешка · a1 белая ладья · c1 белый слон · d1 белый ферзь · g1 белый король | a8 чёрная ладья · c8 чёрный слон · d8 чёрный ферзь · e8 чёрный король · h8 чёрная ладья · a7 чёрная пешка · b7 чёрная пешка · d7 чёрная пешка · e7 чёрный слон · f7 чёрная пешка · g7 чёрная пешка · h7 чёрная пешка · b5 чёрная пешка · e5 белый конь · e4 белая ладья · a2 белая пешка · b2 белая пешка · c2 белая пешка · f2 белая пешка · g2 белая пешка · h2 белая пешка · a1 белая ладья · c1 белый слон · d1 белый ферзь · g1 белый король | a8 чёрная ладья · c8 чёрный слон · d8 чёрный ферзь · e8 чёрный король · h8 чёрная ладья · a7 чёрная пешка · b7 чёрная пешка · d7 чёрная пешка · e7 чёрный слон · f7 чёрная пешка · g7 чёрная пешка · h7 чёрная пешка · b5 чёрная пешка · e5 белый конь · e4 белая ладья · a2 белая пешка · b2 белая пешка · c2 белая пешка · f2 белая пешка · g2 белая пешка · h2 белая пешка · a1 белая ладья · c1 белый слон · d1 белый ферзь · g1 белый король | a8 чёрная ладья · c8 чёрный слон · d8 чёрный ферзь · e8 чёрный король · h8 чёрная ладья · a7 чёрная пешка · b7 чёрная пешка · d7 чёрная пешка · e7 чёрный слон · f7 чёрная пешка · g7 чёрная пешка · h7 чёрная пешка · b5 чёрная пешка · e5 белый конь · e4 белая ладья · a2 белая пешка · b2 белая пешка · c2 белая пешка · f2 белая пешка · g2 белая пешка · h2 белая пешка · a1 белая ладья · c1 белый слон · d1 белый ферзь · g1 белый король | a8 чёрная ладья · c8 чёрный слон · d8 чёрный ферзь · e8 чёрный король · h8 чёрная ладья · a7 чёрная пешка · b7 чёрная пешка · d7 чёрная пешка · e7 чёрный слон · f7 чёрная пешка · g7 чёрная пешка · h7 чёрная пешка · b5 чёрная пешка · e5 белый конь · e4 белая ладья · a2 белая пешка · b2 белая пешка · c2 белая пешка · f2 белая пешка · g2 белая пешка · h2 белая пешка · a1 белая ладья · c1 белый слон · d1 белый ферзь · g1 белый король | 3 |
| 2 | a8 чёрная ладья · c8 чёрный слон · d8 чёрный ферзь · e8 чёрный король · h8 чёрная ладья · a7 чёрная пешка · b7 чёрная пешка · d7 чёрная пешка · e7 чёрный слон · f7 чёрная пешка · g7 чёрная пешка · h7 чёрная пешка · b5 чёрная пешка · e5 белый конь · e4 белая ладья · a2 белая пешка · b2 белая пешка · c2 белая пешка · f2 белая пешка · g2 белая пешка · h2 белая пешка · a1 белая ладья · c1 белый слон · d1 белый ферзь · g1 белый король | a8 чёрная ладья · c8 чёрный слон · d8 чёрный ферзь · e8 чёрный король · h8 чёрная ладья · a7 чёрная пешка · b7 чёрная пешка · d7 чёрная пешка · e7 чёрный слон · f7 чёрная пешка · g7 чёрная пешка · h7 чёрная пешка · b5 чёрная пешка · e5 белый конь · e4 белая ладья · a2 белая пешка · b2 белая пешка · c2 белая пешка · f2 белая пешка · g2 белая пешка · h2 белая пешка · a1 белая ладья · c1 белый слон · d1 белый ферзь · g1 белый король | a8 чёрная ладья · c8 чёрный слон · d8 чёрный ферзь · e8 чёрный король · h8 чёрная ладья · a7 чёрная пешка · b7 чёрная пешка · d7 чёрная пешка · e7 чёрный слон · f7 чёрная пешка · g7 чёрная пешка · h7 чёрная пешка · b5 чёрная пешка · e5 белый конь · e4 белая ладья · a2 белая пешка · b2 белая пешка · c2 белая пешка · f2 белая пешка · g2 белая пешка · h2 белая пешка · a1 белая ладья · c1 белый слон · d1 белый ферзь · g1 белый король | a8 чёрная ладья · c8 чёрный слон · d8 чёрный ферзь · e8 чёрный король · h8 чёрная ладья · a7 чёрная пешка · b7 чёрная пешка · d7 чёрная пешка · e7 чёрный слон · f7 чёрная пешка · g7 чёрная пешка · h7 чёрная пешка · b5 чёрная пешка · e5 белый конь · e4 белая ладья · a2 белая пешка · b2 белая пешка · c2 белая пешка · f2 белая пешка · g2 белая пешка · h2 белая пешка · a1 белая ладья · c1 белый слон · d1 белый ферзь · g1 белый король | a8 чёрная ладья · c8 чёрный слон · d8 чёрный ферзь · e8 чёрный король · h8 чёрная ладья · a7 чёрная пешка · b7 чёрная пешка · d7 чёрная пешка · e7 чёрный слон · f7 чёрная пешка · g7 чёрная пешка · h7 чёрная пешка · b5 чёрная пешка · e5 белый конь · e4 белая ладья · a2 белая пешка · b2 белая пешка · c2 белая пешка · f2 белая пешка · g2 белая пешка · h2 белая пешка · a1 белая ладья · c1 белый слон · d1 белый ферзь · g1 белый король | a8 чёрная ладья · c8 чёрный слон · d8 чёрный ферзь · e8 чёрный король · h8 чёрная ладья · a7 чёрная пешка · b7 чёрная пешка · d7 чёрная пешка · e7 чёрный слон · f7 чёрная пешка · g7 чёрная пешка · h7 чёрная пешка · b5 чёрная пешка · e5 белый конь · e4 белая ладья · a2 белая пешка · b2 белая пешка · c2 белая пешка · f2 белая пешка · g2 белая пешка · h2 белая пешка · a1 белая ладья · c1 белый слон · d1 белый ферзь · g1 белый король | a8 чёрная ладья · c8 чёрный слон · d8 чёрный ферзь · e8 чёрный король · h8 чёрная ладья · a7 чёрная пешка · b7 чёрная пешка · d7 чёрная пешка · e7 чёрный слон · f7 чёрная пешка · g7 чёрная пешка · h7 чёрная пешка · b5 чёрная пешка · e5 белый конь · e4 белая ладья · a2 белая пешка · b2 белая пешка · c2 белая пешка · f2 белая пешка · g2 белая пешка · h2 белая пешка · a1 белая ладья · c1 белый слон · d1 белый ферзь · g1 белый король | a8 чёрная ладья · c8 чёрный слон · d8 чёрный ферзь · e8 чёрный король · h8 чёрная ладья · a7 чёрная пешка · b7 чёрная пешка · d7 чёрная пешка · e7 чёрный слон · f7 чёрная пешка · g7 чёрная пешка · h7 чёрная пешка · b5 чёрная пешка · e5 белый конь · e4 белая ладья · a2 белая пешка · b2 белая пешка · c2 белая пешка · f2 белая пешка · g2 белая пешка · h2 белая пешка · a1 белая ладья · c1 белый слон · d1 белый ферзь · g1 белый король | 2 |
| 1 | a8 чёрная ладья · c8 чёрный слон · d8 чёрный ферзь · e8 чёрный король · h8 чёрная ладья · a7 чёрная пешка · b7 чёрная пешка · d7 чёрная пешка · e7 чёрный слон · f7 чёрная пешка · g7 чёрная пешка · h7 чёрная пешка · b5 чёрная пешка · e5 белый конь · e4 белая ладья · a2 белая пешка · b2 белая пешка · c2 белая пешка · f2 белая пешка · g2 белая пешка · h2 белая пешка · a1 белая ладья · c1 белый слон · d1 белый ферзь · g1 белый король | a8 чёрная ладья · c8 чёрный слон · d8 чёрный ферзь · e8 чёрный король · h8 чёрная ладья · a7 чёрная пешка · b7 чёрная пешка · d7 чёрная пешка · e7 чёрный слон · f7 чёрная пешка · g7 чёрная пешка · h7 чёрная пешка · b5 чёрная пешка · e5 белый конь · e4 белая ладья · a2 белая пешка · b2 белая пешка · c2 белая пешка · f2 белая пешка · g2 белая пешка · h2 белая пешка · a1 белая ладья · c1 белый слон · d1 белый ферзь · g1 белый король | a8 чёрная ладья · c8 чёрный слон · d8 чёрный ферзь · e8 чёрный король · h8 чёрная ладья · a7 чёрная пешка · b7 чёрная пешка · d7 чёрная пешка · e7 чёрный слон · f7 чёрная пешка · g7 чёрная пешка · h7 чёрная пешка · b5 чёрная пешка · e5 белый конь · e4 белая ладья · a2 белая пешка · b2 белая пешка · c2 белая пешка · f2 белая пешка · g2 белая пешка · h2 белая пешка · a1 белая ладья · c1 белый слон · d1 белый ферзь · g1 белый король | a8 чёрная ладья · c8 чёрный слон · d8 чёрный ферзь · e8 чёрный король · h8 чёрная ладья · a7 чёрная пешка · b7 чёрная пешка · d7 чёрная пешка · e7 чёрный слон · f7 чёрная пешка · g7 чёрная пешка · h7 чёрная пешка · b5 чёрная пешка · e5 белый конь · e4 белая ладья · a2 белая пешка · b2 белая пешка · c2 белая пешка · f2 белая пешка · g2 белая пешка · h2 белая пешка · a1 белая ладья · c1 белый слон · d1 белый ферзь · g1 белый король | a8 чёрная ладья · c8 чёрный слон · d8 чёрный ферзь · e8 чёрный король · h8 чёрная ладья · a7 чёрная пешка · b7 чёрная пешка · d7 чёрная пешка · e7 чёрный слон · f7 чёрная пешка · g7 чёрная пешка · h7 чёрная пешка · b5 чёрная пешка · e5 белый конь · e4 белая ладья · a2 белая пешка · b2 белая пешка · c2 белая пешка · f2 белая пешка · g2 белая пешка · h2 белая пешка · a1 белая ладья · c1 белый слон · d1 белый ферзь · g1 белый король | a8 чёрная ладья · c8 чёрный слон · d8 чёрный ферзь · e8 чёрный король · h8 чёрная ладья · a7 чёрная пешка · b7 чёрная пешка · d7 чёрная пешка · e7 чёрный слон · f7 чёрная пешка · g7 чёрная пешка · h7 чёрная пешка · b5 чёрная пешка · e5 белый конь · e4 белая ладья · a2 белая пешка · b2 белая пешка · c2 белая пешка · f2 белая пешка · g2 белая пешка · h2 белая пешка · a1 белая ладья · c1 белый слон · d1 белый ферзь · g1 белый король | a8 чёрная ладья · c8 чёрный слон · d8 чёрный ферзь · e8 чёрный король · h8 чёрная ладья · a7 чёрная пешка · b7 чёрная пешка · d7 чёрная пешка · e7 чёрный слон · f7 чёрная пешка · g7 чёрная пешка · h7 чёрная пешка · b5 чёрная пешка · e5 белый конь · e4 белая ладья · a2 белая пешка · b2 белая пешка · c2 белая пешка · f2 белая пешка · g2 белая пешка · h2 белая пешка · a1 белая ладья · c1 белый слон · d1 белый ферзь · g1 белый король | a8 чёрная ладья · c8 чёрный слон · d8 чёрный ферзь · e8 чёрный король · h8 чёрная ладья · a7 чёрная пешка · b7 чёрная пешка · d7 чёрная пешка · e7 чёрный слон · f7 чёрная пешка · g7 чёрная пешка · h7 чёрная пешка · b5 чёрная пешка · e5 белый конь · e4 белая ладья · a2 белая пешка · b2 белая пешка · c2 белая пешка · f2 белая пешка · g2 белая пешка · h2 белая пешка · a1 белая ладья · c1 белый слон · d1 белый ферзь · g1 белый король | 1 |
|   | a | b | c | d | e | f | g | h |   |

|   | a | b | c | d | e | f | g | h |   |
| - | --- | --- | --- | --- | --- | --- | --- | --- | - |
| 8 | c8 чёрный слон · f8 чёрная ладья · g8 чёрный король · e7 чёрный конь · g7 чёрный слон · b6 чёрный ферзь · d6 чёрная пешка · f6 чёрный конь · g6 чёрная пешка · h6 чёрная пешка · b5 чёрная пешка · d5 белая пешка · e5 чёрная пешка · b4 белая пешка · c4 чёрная пешка · e4 белая пешка · g4 белая пешка · h4 белая пешка · a3 чёрная ладья · c3 белый конь · a2 белая пешка · b2 белый конь · e2 белый слон · f2 белая ладья · g2 белый король · a1 белая ладья · d1 белый ферзь · e1 белый слон | c8 чёрный слон · f8 чёрная ладья · g8 чёрный король · e7 чёрный конь · g7 чёрный слон · b6 чёрный ферзь · d6 чёрная пешка · f6 чёрный конь · g6 чёрная пешка · h6 чёрная пешка · b5 чёрная пешка · d5 белая пешка · e5 чёрная пешка · b4 белая пешка · c4 чёрная пешка · e4 белая пешка · g4 белая пешка · h4 белая пешка · a3 чёрная ладья · c3 белый конь · a2 белая пешка · b2 белый конь · e2 белый слон · f2 белая ладья · g2 белый король · a1 белая ладья · d1 белый ферзь · e1 белый слон | c8 чёрный слон · f8 чёрная ладья · g8 чёрный король · e7 чёрный конь · g7 чёрный слон · b6 чёрный ферзь · d6 чёрная пешка · f6 чёрный конь · g6 чёрная пешка · h6 чёрная пешка · b5 чёрная пешка · d5 белая пешка · e5 чёрная пешка · b4 белая пешка · c4 чёрная пешка · e4 белая пешка · g4 белая пешка · h4 белая пешка · a3 чёрная ладья · c3 белый конь · a2 белая пешка · b2 белый конь · e2 белый слон · f2 белая ладья · g2 белый король · a1 белая ладья · d1 белый ферзь · e1 белый слон | c8 чёрный слон · f8 чёрная ладья · g8 чёрный король · e7 чёрный конь · g7 чёрный слон · b6 чёрный ферзь · d6 чёрная пешка · f6 чёрный конь · g6 чёрная пешка · h6 чёрная пешка · b5 чёрная пешка · d5 белая пешка · e5 чёрная пешка · b4 белая пешка · c4 чёрная пешка · e4 белая пешка · g4 белая пешка · h4 белая пешка · a3 чёрная ладья · c3 белый конь · a2 белая пешка · b2 белый конь · e2 белый слон · f2 белая ладья · g2 белый король · a1 белая ладья · d1 белый ферзь · e1 белый слон | c8 чёрный слон · f8 чёрная ладья · g8 чёрный король · e7 чёрный конь · g7 чёрный слон · b6 чёрный ферзь · d6 чёрная пешка · f6 чёрный конь · g6 чёрная пешка · h6 чёрная пешка · b5 чёрная пешка · d5 белая пешка · e5 чёрная пешка · b4 белая пешка · c4 чёрная пешка · e4 белая пешка · g4 белая пешка · h4 белая пешка · a3 чёрная ладья · c3 белый конь · a2 белая пешка · b2 белый конь · e2 белый слон · f2 белая ладья · g2 белый король · a1 белая ладья · d1 белый ферзь · e1 белый слон | c8 чёрный слон · f8 чёрная ладья · g8 чёрный король · e7 чёрный конь · g7 чёрный слон · b6 чёрный ферзь · d6 чёрная пешка · f6 чёрный конь · g6 чёрная пешка · h6 чёрная пешка · b5 чёрная пешка · d5 белая пешка · e5 чёрная пешка · b4 белая пешка · c4 чёрная пешка · e4 белая пешка · g4 белая пешка · h4 белая пешка · a3 чёрная ладья · c3 белый конь · a2 белая пешка · b2 белый конь · e2 белый слон · f2 белая ладья · g2 белый король · a1 белая ладья · d1 белый ферзь · e1 белый слон | c8 чёрный слон · f8 чёрная ладья · g8 чёрный король · e7 чёрный конь · g7 чёрный слон · b6 чёрный ферзь · d6 чёрная пешка · f6 чёрный конь · g6 чёрная пешка · h6 чёрная пешка · b5 чёрная пешка · d5 белая пешка · e5 чёрная пешка · b4 белая пешка · c4 чёрная пешка · e4 белая пешка · g4 белая пешка · h4 белая пешка · a3 чёрная ладья · c3 белый конь · a2 белая пешка · b2 белый конь · e2 белый слон · f2 белая ладья · g2 белый король · a1 белая ладья · d1 белый ферзь · e1 белый слон | c8 чёрный слон · f8 чёрная ладья · g8 чёрный король · e7 чёрный конь · g7 чёрный слон · b6 чёрный ферзь · d6 чёрная пешка · f6 чёрный конь · g6 чёрная пешка · h6 чёрная пешка · b5 чёрная пешка · d5 белая пешка · e5 чёрная пешка · b4 белая пешка · c4 чёрная пешка · e4 белая пешка · g4 белая пешка · h4 белая пешка · a3 чёрная ладья · c3 белый конь · a2 белая пешка · b2 белый конь · e2 белый слон · f2 белая ладья · g2 белый король · a1 белая ладья · d1 белый ферзь · e1 белый слон | 8 |
| 7 | c8 чёрный слон · f8 чёрная ладья · g8 чёрный король · e7 чёрный конь · g7 чёрный слон · b6 чёрный ферзь · d6 чёрная пешка · f6 чёрный конь · g6 чёрная пешка · h6 чёрная пешка · b5 чёрная пешка · d5 белая пешка · e5 чёрная пешка · b4 белая пешка · c4 чёрная пешка · e4 белая пешка · g4 белая пешка · h4 белая пешка · a3 чёрная ладья · c3 белый конь · a2 белая пешка · b2 белый конь · e2 белый слон · f2 белая ладья · g2 белый король · a1 белая ладья · d1 белый ферзь · e1 белый слон | c8 чёрный слон · f8 чёрная ладья · g8 чёрный король · e7 чёрный конь · g7 чёрный слон · b6 чёрный ферзь · d6 чёрная пешка · f6 чёрный конь · g6 чёрная пешка · h6 чёрная пешка · b5 чёрная пешка · d5 белая пешка · e5 чёрная пешка · b4 белая пешка · c4 чёрная пешка · e4 белая пешка · g4 белая пешка · h4 белая пешка · a3 чёрная ладья · c3 белый конь · a2 белая пешка · b2 белый конь · e2 белый слон · f2 белая ладья · g2 белый король · a1 белая ладья · d1 белый ферзь · e1 белый слон | c8 чёрный слон · f8 чёрная ладья · g8 чёрный король · e7 чёрный конь · g7 чёрный слон · b6 чёрный ферзь · d6 чёрная пешка · f6 чёрный конь · g6 чёрная пешка · h6 чёрная пешка · b5 чёрная пешка · d5 белая пешка · e5 чёрная пешка · b4 белая пешка · c4 чёрная пешка · e4 белая пешка · g4 белая пешка · h4 белая пешка · a3 чёрная ладья · c3 белый конь · a2 белая пешка · b2 белый конь · e2 белый слон · f2 белая ладья · g2 белый король · a1 белая ладья · d1 белый ферзь · e1 белый слон | c8 чёрный слон · f8 чёрная ладья · g8 чёрный король · e7 чёрный конь · g7 чёрный слон · b6 чёрный ферзь · d6 чёрная пешка · f6 чёрный конь · g6 чёрная пешка · h6 чёрная пешка · b5 чёрная пешка · d5 белая пешка · e5 чёрная пешка · b4 белая пешка · c4 чёрная пешка · e4 белая пешка · g4 белая пешка · h4 белая пешка · a3 чёрная ладья · c3 белый конь · a2 белая пешка · b2 белый конь · e2 белый слон · f2 белая ладья · g2 белый король · a1 белая ладья · d1 белый ферзь · e1 белый слон | c8 чёрный слон · f8 чёрная ладья · g8 чёрный король · e7 чёрный конь · g7 чёрный слон · b6 чёрный ферзь · d6 чёрная пешка · f6 чёрный конь · g6 чёрная пешка · h6 чёрная пешка · b5 чёрная пешка · d5 белая пешка · e5 чёрная пешка · b4 белая пешка · c4 чёрная пешка · e4 белая пешка · g4 белая пешка · h4 белая пешка · a3 чёрная ладья · c3 белый конь · a2 белая пешка · b2 белый конь · e2 белый слон · f2 белая ладья · g2 белый король · a1 белая ладья · d1 белый ферзь · e1 белый слон | c8 чёрный слон · f8 чёрная ладья · g8 чёрный король · e7 чёрный конь · g7 чёрный слон · b6 чёрный ферзь · d6 чёрная пешка · f6 чёрный конь · g6 чёрная пешка · h6 чёрная пешка · b5 чёрная пешка · d5 белая пешка · e5 чёрная пешка · b4 белая пешка · c4 чёрная пешка · e4 белая пешка · g4 белая пешка · h4 белая пешка · a3 чёрная ладья · c3 белый конь · a2 белая пешка · b2 белый конь · e2 белый слон · f2 белая ладья · g2 белый король · a1 белая ладья · d1 белый ферзь · e1 белый слон | c8 чёрный слон · f8 чёрная ладья · g8 чёрный король · e7 чёрный конь · g7 чёрный слон · b6 чёрный ферзь · d6 чёрная пешка · f6 чёрный конь · g6 чёрная пешка · h6 чёрная пешка · b5 чёрная пешка · d5 белая пешка · e5 чёрная пешка · b4 белая пешка · c4 чёрная пешка · e4 белая пешка · g4 белая пешка · h4 белая пешка · a3 чёрная ладья · c3 белый конь · a2 белая пешка · b2 белый конь · e2 белый слон · f2 белая ладья · g2 белый король · a1 белая ладья · d1 белый ферзь · e1 белый слон | c8 чёрный слон · f8 чёрная ладья · g8 чёрный король · e7 чёрный конь · g7 чёрный слон · b6 чёрный ферзь · d6 чёрная пешка · f6 чёрный конь · g6 чёрная пешка · h6 чёрная пешка · b5 чёрная пешка · d5 белая пешка · e5 чёрная пешка · b4 белая пешка · c4 чёрная пешка · e4 белая пешка · g4 белая пешка · h4 белая пешка · a3 чёрная ладья · c3 белый конь · a2 белая пешка · b2 белый конь · e2 белый слон · f2 белая ладья · g2 белый король · a1 белая ладья · d1 белый ферзь · e1 белый слон | 7 |
| 6 | c8 чёрный слон · f8 чёрная ладья · g8 чёрный король · e7 чёрный конь · g7 чёрный слон · b6 чёрный ферзь · d6 чёрная пешка · f6 чёрный конь · g6 чёрная пешка · h6 чёрная пешка · b5 чёрная пешка · d5 белая пешка · e5 чёрная пешка · b4 белая пешка · c4 чёрная пешка · e4 белая пешка · g4 белая пешка · h4 белая пешка · a3 чёрная ладья · c3 белый конь · a2 белая пешка · b2 белый конь · e2 белый слон · f2 белая ладья · g2 белый король · a1 белая ладья · d1 белый ферзь · e1 белый слон | c8 чёрный слон · f8 чёрная ладья · g8 чёрный король · e7 чёрный конь · g7 чёрный слон · b6 чёрный ферзь · d6 чёрная пешка · f6 чёрный конь · g6 чёрная пешка · h6 чёрная пешка · b5 чёрная пешка · d5 белая пешка · e5 чёрная пешка · b4 белая пешка · c4 чёрная пешка · e4 белая пешка · g4 белая пешка · h4 белая пешка · a3 чёрная ладья · c3 белый конь · a2 белая пешка · b2 белый конь · e2 белый слон · f2 белая ладья · g2 белый король · a1 белая ладья · d1 белый ферзь · e1 белый слон | c8 чёрный слон · f8 чёрная ладья · g8 чёрный король · e7 чёрный конь · g7 чёрный слон · b6 чёрный ферзь · d6 чёрная пешка · f6 чёрный конь · g6 чёрная пешка · h6 чёрная пешка · b5 чёрная пешка · d5 белая пешка · e5 чёрная пешка · b4 белая пешка · c4 чёрная пешка · e4 белая пешка · g4 белая пешка · h4 белая пешка · a3 чёрная ладья · c3 белый конь · a2 белая пешка · b2 белый конь · e2 белый слон · f2 белая ладья · g2 белый король · a1 белая ладья · d1 белый ферзь · e1 белый слон | c8 чёрный слон · f8 чёрная ладья · g8 чёрный король · e7 чёрный конь · g7 чёрный слон · b6 чёрный ферзь · d6 чёрная пешка · f6 чёрный конь · g6 чёрная пешка · h6 чёрная пешка · b5 чёрная пешка · d5 белая пешка · e5 чёрная пешка · b4 белая пешка · c4 чёрная пешка · e4 белая пешка · g4 белая пешка · h4 белая пешка · a3 чёрная ладья · c3 белый конь · a2 белая пешка · b2 белый конь · e2 белый слон · f2 белая ладья · g2 белый король · a1 белая ладья · d1 белый ферзь · e1 белый слон | c8 чёрный слон · f8 чёрная ладья · g8 чёрный король · e7 чёрный конь · g7 чёрный слон · b6 чёрный ферзь · d6 чёрная пешка · f6 чёрный конь · g6 чёрная пешка · h6 чёрная пешка · b5 чёрная пешка · d5 белая пешка · e5 чёрная пешка · b4 белая пешка · c4 чёрная пешка · e4 белая пешка · g4 белая пешка · h4 белая пешка · a3 чёрная ладья · c3 белый конь · a2 белая пешка · b2 белый конь · e2 белый слон · f2 белая ладья · g2 белый король · a1 белая ладья · d1 белый ферзь · e1 белый слон | c8 чёрный слон · f8 чёрная ладья · g8 чёрный король · e7 чёрный конь · g7 чёрный слон · b6 чёрный ферзь · d6 чёрная пешка · f6 чёрный конь · g6 чёрная пешка · h6 чёрная пешка · b5 чёрная пешка · d5 белая пешка · e5 чёрная пешка · b4 белая пешка · c4 чёрная пешка · e4 белая пешка · g4 белая пешка · h4 белая пешка · a3 чёрная ладья · c3 белый конь · a2 белая пешка · b2 белый конь · e2 белый слон · f2 белая ладья · g2 белый король · a1 белая ладья · d1 белый ферзь · e1 белый слон | c8 чёрный слон · f8 чёрная ладья · g8 чёрный король · e7 чёрный конь · g7 чёрный слон · b6 чёрный ферзь · d6 чёрная пешка · f6 чёрный конь · g6 чёрная пешка · h6 чёрная пешка · b5 чёрная пешка · d5 белая пешка · e5 чёрная пешка · b4 белая пешка · c4 чёрная пешка · e4 белая пешка · g4 белая пешка · h4 белая пешка · a3 чёрная ладья · c3 белый конь · a2 белая пешка · b2 белый конь · e2 белый слон · f2 белая ладья · g2 белый король · a1 белая ладья · d1 белый ферзь · e1 белый слон | c8 чёрный слон · f8 чёрная ладья · g8 чёрный король · e7 чёрный конь · g7 чёрный слон · b6 чёрный ферзь · d6 чёрная пешка · f6 чёрный конь · g6 чёрная пешка · h6 чёрная пешка · b5 чёрная пешка · d5 белая пешка · e5 чёрная пешка · b4 белая пешка · c4 чёрная пешка · e4 белая пешка · g4 белая пешка · h4 белая пешка · a3 чёрная ладья · c3 белый конь · a2 белая пешка · b2 белый конь · e2 белый слон · f2 белая ладья · g2 белый король · a1 белая ладья · d1 белый ферзь · e1 белый слон | 6 |
| 5 | c8 чёрный слон · f8 чёрная ладья · g8 чёрный король · e7 чёрный конь · g7 чёрный слон · b6 чёрный ферзь · d6 чёрная пешка · f6 чёрный конь · g6 чёрная пешка · h6 чёрная пешка · b5 чёрная пешка · d5 белая пешка · e5 чёрная пешка · b4 белая пешка · c4 чёрная пешка · e4 белая пешка · g4 белая пешка · h4 белая пешка · a3 чёрная ладья · c3 белый конь · a2 белая пешка · b2 белый конь · e2 белый слон · f2 белая ладья · g2 белый король · a1 белая ладья · d1 белый ферзь · e1 белый слон | c8 чёрный слон · f8 чёрная ладья · g8 чёрный король · e7 чёрный конь · g7 чёрный слон · b6 чёрный ферзь · d6 чёрная пешка · f6 чёрный конь · g6 чёрная пешка · h6 чёрная пешка · b5 чёрная пешка · d5 белая пешка · e5 чёрная пешка · b4 белая пешка · c4 чёрная пешка · e4 белая пешка · g4 белая пешка · h4 белая пешка · a3 чёрная ладья · c3 белый конь · a2 белая пешка · b2 белый конь · e2 белый слон · f2 белая ладья · g2 белый король · a1 белая ладья · d1 белый ферзь · e1 белый слон | c8 чёрный слон · f8 чёрная ладья · g8 чёрный король · e7 чёрный конь · g7 чёрный слон · b6 чёрный ферзь · d6 чёрная пешка · f6 чёрный конь · g6 чёрная пешка · h6 чёрная пешка · b5 чёрная пешка · d5 белая пешка · e5 чёрная пешка · b4 белая пешка · c4 чёрная пешка · e4 белая пешка · g4 белая пешка · h4 белая пешка · a3 чёрная ладья · c3 белый конь · a2 белая пешка · b2 белый конь · e2 белый слон · f2 белая ладья · g2 белый король · a1 белая ладья · d1 белый ферзь · e1 белый слон | c8 чёрный слон · f8 чёрная ладья · g8 чёрный король · e7 чёрный конь · g7 чёрный слон · b6 чёрный ферзь · d6 чёрная пешка · f6 чёрный конь · g6 чёрная пешка · h6 чёрная пешка · b5 чёрная пешка · d5 белая пешка · e5 чёрная пешка · b4 белая пешка · c4 чёрная пешка · e4 белая пешка · g4 белая пешка · h4 белая пешка · a3 чёрная ладья · c3 белый конь · a2 белая пешка · b2 белый конь · e2 белый слон · f2 белая ладья · g2 белый король · a1 белая ладья · d1 белый ферзь · e1 белый слон | c8 чёрный слон · f8 чёрная ладья · g8 чёрный король · e7 чёрный конь · g7 чёрный слон · b6 чёрный ферзь · d6 чёрная пешка · f6 чёрный конь · g6 чёрная пешка · h6 чёрная пешка · b5 чёрная пешка · d5 белая пешка · e5 чёрная пешка · b4 белая пешка · c4 чёрная пешка · e4 белая пешка · g4 белая пешка · h4 белая пешка · a3 чёрная ладья · c3 белый конь · a2 белая пешка · b2 белый конь · e2 белый слон · f2 белая ладья · g2 белый король · a1 белая ладья · d1 белый ферзь · e1 белый слон | c8 чёрный слон · f8 чёрная ладья · g8 чёрный король · e7 чёрный конь · g7 чёрный слон · b6 чёрный ферзь · d6 чёрная пешка · f6 чёрный конь · g6 чёрная пешка · h6 чёрная пешка · b5 чёрная пешка · d5 белая пешка · e5 чёрная пешка · b4 белая пешка · c4 чёрная пешка · e4 белая пешка · g4 белая пешка · h4 белая пешка · a3 чёрная ладья · c3 белый конь · a2 белая пешка · b2 белый конь · e2 белый слон · f2 белая ладья · g2 белый король · a1 белая ладья · d1 белый ферзь · e1 белый слон | c8 чёрный слон · f8 чёрная ладья · g8 чёрный король · e7 чёрный конь · g7 чёрный слон · b6 чёрный ферзь · d6 чёрная пешка · f6 чёрный конь · g6 чёрная пешка · h6 чёрная пешка · b5 чёрная пешка · d5 белая пешка · e5 чёрная пешка · b4 белая пешка · c4 чёрная пешка · e4 белая пешка · g4 белая пешка · h4 белая пешка · a3 чёрная ладья · c3 белый конь · a2 белая пешка · b2 белый конь · e2 белый слон · f2 белая ладья · g2 белый король · a1 белая ладья · d1 белый ферзь · e1 белый слон | c8 чёрный слон · f8 чёрная ладья · g8 чёрный король · e7 чёрный конь · g7 чёрный слон · b6 чёрный ферзь · d6 чёрная пешка · f6 чёрный конь · g6 чёрная пешка · h6 чёрная пешка · b5 чёрная пешка · d5 белая пешка · e5 чёрная пешка · b4 белая пешка · c4 чёрная пешка · e4 белая пешка · g4 белая пешка · h4 белая пешка · a3 чёрная ладья · c3 белый конь · a2 белая пешка · b2 белый конь · e2 белый слон · f2 белая ладья · g2 белый король · a1 белая ладья · d1 белый ферзь · e1 белый слон | 5 |
| 4 | c8 чёрный слон · f8 чёрная ладья · g8 чёрный король · e7 чёрный конь · g7 чёрный слон · b6 чёрный ферзь · d6 чёрная пешка · f6 чёрный конь · g6 чёрная пешка · h6 чёрная пешка · b5 чёрная пешка · d5 белая пешка · e5 чёрная пешка · b4 белая пешка · c4 чёрная пешка · e4 белая пешка · g4 белая пешка · h4 белая пешка · a3 чёрная ладья · c3 белый конь · a2 белая пешка · b2 белый конь · e2 белый слон · f2 белая ладья · g2 белый король · a1 белая ладья · d1 белый ферзь · e1 белый слон | c8 чёрный слон · f8 чёрная ладья · g8 чёрный король · e7 чёрный конь · g7 чёрный слон · b6 чёрный ферзь · d6 чёрная пешка · f6 чёрный конь · g6 чёрная пешка · h6 чёрная пешка · b5 чёрная пешка · d5 белая пешка · e5 чёрная пешка · b4 белая пешка · c4 чёрная пешка · e4 белая пешка · g4 белая пешка · h4 белая пешка · a3 чёрная ладья · c3 белый конь · a2 белая пешка · b2 белый конь · e2 белый слон · f2 белая ладья · g2 белый король · a1 белая ладья · d1 белый ферзь · e1 белый слон | c8 чёрный слон · f8 чёрная ладья · g8 чёрный король · e7 чёрный конь · g7 чёрный слон · b6 чёрный ферзь · d6 чёрная пешка · f6 чёрный конь · g6 чёрная пешка · h6 чёрная пешка · b5 чёрная пешка · d5 белая пешка · e5 чёрная пешка · b4 белая пешка · c4 чёрная пешка · e4 белая пешка · g4 белая пешка · h4 белая пешка · a3 чёрная ладья · c3 белый конь · a2 белая пешка · b2 белый конь · e2 белый слон · f2 белая ладья · g2 белый король · a1 белая ладья · d1 белый ферзь · e1 белый слон | c8 чёрный слон · f8 чёрная ладья · g8 чёрный король · e7 чёрный конь · g7 чёрный слон · b6 чёрный ферзь · d6 чёрная пешка · f6 чёрный конь · g6 чёрная пешка · h6 чёрная пешка · b5 чёрная пешка · d5 белая пешка · e5 чёрная пешка · b4 белая пешка · c4 чёрная пешка · e4 белая пешка · g4 белая пешка · h4 белая пешка · a3 чёрная ладья · c3 белый конь · a2 белая пешка · b2 белый конь · e2 белый слон · f2 белая ладья · g2 белый король · a1 белая ладья · d1 белый ферзь · e1 белый слон | c8 чёрный слон · f8 чёрная ладья · g8 чёрный король · e7 чёрный конь · g7 чёрный слон · b6 чёрный ферзь · d6 чёрная пешка · f6 чёрный конь · g6 чёрная пешка · h6 чёрная пешка · b5 чёрная пешка · d5 белая пешка · e5 чёрная пешка · b4 белая пешка · c4 чёрная пешка · e4 белая пешка · g4 белая пешка · h4 белая пешка · a3 чёрная ладья · c3 белый конь · a2 белая пешка · b2 белый конь · e2 белый слон · f2 белая ладья · g2 белый король · a1 белая ладья · d1 белый ферзь · e1 белый слон | c8 чёрный слон · f8 чёрная ладья · g8 чёрный король · e7 чёрный конь · g7 чёрный слон · b6 чёрный ферзь · d6 чёрная пешка · f6 чёрный конь · g6 чёрная пешка · h6 чёрная пешка · b5 чёрная пешка · d5 белая пешка · e5 чёрная пешка · b4 белая пешка · c4 чёрная пешка · e4 белая пешка · g4 белая пешка · h4 белая пешка · a3 чёрная ладья · c3 белый конь · a2 белая пешка · b2 белый конь · e2 белый слон · f2 белая ладья · g2 белый король · a1 белая ладья · d1 белый ферзь · e1 белый слон | c8 чёрный слон · f8 чёрная ладья · g8 чёрный король · e7 чёрный конь · g7 чёрный слон · b6 чёрный ферзь · d6 чёрная пешка · f6 чёрный конь · g6 чёрная пешка · h6 чёрная пешка · b5 чёрная пешка · d5 белая пешка · e5 чёрная пешка · b4 белая пешка · c4 чёрная пешка · e4 белая пешка · g4 белая пешка · h4 белая пешка · a3 чёрная ладья · c3 белый конь · a2 белая пешка · b2 белый конь · e2 белый слон · f2 белая ладья · g2 белый король · a1 белая ладья · d1 белый ферзь · e1 белый слон | c8 чёрный слон · f8 чёрная ладья · g8 чёрный король · e7 чёрный конь · g7 чёрный слон · b6 чёрный ферзь · d6 чёрная пешка · f6 чёрный конь · g6 чёрная пешка · h6 чёрная пешка · b5 чёрная пешка · d5 белая пешка · e5 чёрная пешка · b4 белая пешка · c4 чёрная пешка · e4 белая пешка · g4 белая пешка · h4 белая пешка · a3 чёрная ладья · c3 белый конь · a2 белая пешка · b2 белый конь · e2 белый слон · f2 белая ладья · g2 белый король · a1 белая ладья · d1 белый ферзь · e1 белый слон | 4 |
| 3 | c8 чёрный слон · f8 чёрная ладья · g8 чёрный король · e7 чёрный конь · g7 чёрный слон · b6 чёрный ферзь · d6 чёрная пешка · f6 чёрный конь · g6 чёрная пешка · h6 чёрная пешка · b5 чёрная пешка · d5 белая пешка · e5 чёрная пешка · b4 белая пешка · c4 чёрная пешка · e4 белая пешка · g4 белая пешка · h4 белая пешка · a3 чёрная ладья · c3 белый конь · a2 белая пешка · b2 белый конь · e2 белый слон · f2 белая ладья · g2 белый король · a1 белая ладья · d1 белый ферзь · e1 белый слон | c8 чёрный слон · f8 чёрная ладья · g8 чёрный король · e7 чёрный конь · g7 чёрный слон · b6 чёрный ферзь · d6 чёрная пешка · f6 чёрный конь · g6 чёрная пешка · h6 чёрная пешка · b5 чёрная пешка · d5 белая пешка · e5 чёрная пешка · b4 белая пешка · c4 чёрная пешка · e4 белая пешка · g4 белая пешка · h4 белая пешка · a3 чёрная ладья · c3 белый конь · a2 белая пешка · b2 белый конь · e2 белый слон · f2 белая ладья · g2 белый король · a1 белая ладья · d1 белый ферзь · e1 белый слон | c8 чёрный слон · f8 чёрная ладья · g8 чёрный король · e7 чёрный конь · g7 чёрный слон · b6 чёрный ферзь · d6 чёрная пешка · f6 чёрный конь · g6 чёрная пешка · h6 чёрная пешка · b5 чёрная пешка · d5 белая пешка · e5 чёрная пешка · b4 белая пешка · c4 чёрная пешка · e4 белая пешка · g4 белая пешка · h4 белая пешка · a3 чёрная ладья · c3 белый конь · a2 белая пешка · b2 белый конь · e2 белый слон · f2 белая ладья · g2 белый король · a1 белая ладья · d1 белый ферзь · e1 белый слон | c8 чёрный слон · f8 чёрная ладья · g8 чёрный король · e7 чёрный конь · g7 чёрный слон · b6 чёрный ферзь · d6 чёрная пешка · f6 чёрный конь · g6 чёрная пешка · h6 чёрная пешка · b5 чёрная пешка · d5 белая пешка · e5 чёрная пешка · b4 белая пешка · c4 чёрная пешка · e4 белая пешка · g4 белая пешка · h4 белая пешка · a3 чёрная ладья · c3 белый конь · a2 белая пешка · b2 белый конь · e2 белый слон · f2 белая ладья · g2 белый король · a1 белая ладья · d1 белый ферзь · e1 белый слон | c8 чёрный слон · f8 чёрная ладья · g8 чёрный король · e7 чёрный конь · g7 чёрный слон · b6 чёрный ферзь · d6 чёрная пешка · f6 чёрный конь · g6 чёрная пешка · h6 чёрная пешка · b5 чёрная пешка · d5 белая пешка · e5 чёрная пешка · b4 белая пешка · c4 чёрная пешка · e4 белая пешка · g4 белая пешка · h4 белая пешка · a3 чёрная ладья · c3 белый конь · a2 белая пешка · b2 белый конь · e2 белый слон · f2 белая ладья · g2 белый король · a1 белая ладья · d1 белый ферзь · e1 белый слон | c8 чёрный слон · f8 чёрная ладья · g8 чёрный король · e7 чёрный конь · g7 чёрный слон · b6 чёрный ферзь · d6 чёрная пешка · f6 чёрный конь · g6 чёрная пешка · h6 чёрная пешка · b5 чёрная пешка · d5 белая пешка · e5 чёрная пешка · b4 белая пешка · c4 чёрная пешка · e4 белая пешка · g4 белая пешка · h4 белая пешка · a3 чёрная ладья · c3 белый конь · a2 белая пешка · b2 белый конь · e2 белый слон · f2 белая ладья · g2 белый король · a1 белая ладья · d1 белый ферзь · e1 белый слон | c8 чёрный слон · f8 чёрная ладья · g8 чёрный король · e7 чёрный конь · g7 чёрный слон · b6 чёрный ферзь · d6 чёрная пешка · f6 чёрный конь · g6 чёрная пешка · h6 чёрная пешка · b5 чёрная пешка · d5 белая пешка · e5 чёрная пешка · b4 белая пешка · c4 чёрная пешка · e4 белая пешка · g4 белая пешка · h4 белая пешка · a3 чёрная ладья · c3 белый конь · a2 белая пешка · b2 белый конь · e2 белый слон · f2 белая ладья · g2 белый король · a1 белая ладья · d1 белый ферзь · e1 белый слон | c8 чёрный слон · f8 чёрная ладья · g8 чёрный король · e7 чёрный конь · g7 чёрный слон · b6 чёрный ферзь · d6 чёрная пешка · f6 чёрный конь · g6 чёрная пешка · h6 чёрная пешка · b5 чёрная пешка · d5 белая пешка · e5 чёрная пешка · b4 белая пешка · c4 чёрная пешка · e4 белая пешка · g4 белая пешка · h4 белая пешка · a3 чёрная ладья · c3 белый конь · a2 белая пешка · b2 белый конь · e2 белый слон · f2 белая ладья · g2 белый король · a1 белая ладья · d1 белый ферзь · e1 белый слон | 3 |
| 2 | c8 чёрный слон · f8 чёрная ладья · g8 чёрный король · e7 чёрный конь · g7 чёрный слон · b6 чёрный ферзь · d6 чёрная пешка · f6 чёрный конь · g6 чёрная пешка · h6 чёрная пешка · b5 чёрная пешка · d5 белая пешка · e5 чёрная пешка · b4 белая пешка · c4 чёрная пешка · e4 белая пешка · g4 белая пешка · h4 белая пешка · a3 чёрная ладья · c3 белый конь · a2 белая пешка · b2 белый конь · e2 белый слон · f2 белая ладья · g2 белый король · a1 белая ладья · d1 белый ферзь · e1 белый слон | c8 чёрный слон · f8 чёрная ладья · g8 чёрный король · e7 чёрный конь · g7 чёрный слон · b6 чёрный ферзь · d6 чёрная пешка · f6 чёрный конь · g6 чёрная пешка · h6 чёрная пешка · b5 чёрная пешка · d5 белая пешка · e5 чёрная пешка · b4 белая пешка · c4 чёрная пешка · e4 белая пешка · g4 белая пешка · h4 белая пешка · a3 чёрная ладья · c3 белый конь · a2 белая пешка · b2 белый конь · e2 белый слон · f2 белая ладья · g2 белый король · a1 белая ладья · d1 белый ферзь · e1 белый слон | c8 чёрный слон · f8 чёрная ладья · g8 чёрный король · e7 чёрный конь · g7 чёрный слон · b6 чёрный ферзь · d6 чёрная пешка · f6 чёрный конь · g6 чёрная пешка · h6 чёрная пешка · b5 чёрная пешка · d5 белая пешка · e5 чёрная пешка · b4 белая пешка · c4 чёрная пешка · e4 белая пешка · g4 белая пешка · h4 белая пешка · a3 чёрная ладья · c3 белый конь · a2 белая пешка · b2 белый конь · e2 белый слон · f2 белая ладья · g2 белый король · a1 белая ладья · d1 белый ферзь · e1 белый слон | c8 чёрный слон · f8 чёрная ладья · g8 чёрный король · e7 чёрный конь · g7 чёрный слон · b6 чёрный ферзь · d6 чёрная пешка · f6 чёрный конь · g6 чёрная пешка · h6 чёрная пешка · b5 чёрная пешка · d5 белая пешка · e5 чёрная пешка · b4 белая пешка · c4 чёрная пешка · e4 белая пешка · g4 белая пешка · h4 белая пешка · a3 чёрная ладья · c3 белый конь · a2 белая пешка · b2 белый конь · e2 белый слон · f2 белая ладья · g2 белый король · a1 белая ладья · d1 белый ферзь · e1 белый слон | c8 чёрный слон · f8 чёрная ладья · g8 чёрный король · e7 чёрный конь · g7 чёрный слон · b6 чёрный ферзь · d6 чёрная пешка · f6 чёрный конь · g6 чёрная пешка · h6 чёрная пешка · b5 чёрная пешка · d5 белая пешка · e5 чёрная пешка · b4 белая пешка · c4 чёрная пешка · e4 белая пешка · g4 белая пешка · h4 белая пешка · a3 чёрная ладья · c3 белый конь · a2 белая пешка · b2 белый конь · e2 белый слон · f2 белая ладья · g2 белый король · a1 белая ладья · d1 белый ферзь · e1 белый слон | c8 чёрный слон · f8 чёрная ладья · g8 чёрный король · e7 чёрный конь · g7 чёрный слон · b6 чёрный ферзь · d6 чёрная пешка · f6 чёрный конь · g6 чёрная пешка · h6 чёрная пешка · b5 чёрная пешка · d5 белая пешка · e5 чёрная пешка · b4 белая пешка · c4 чёрная пешка · e4 белая пешка · g4 белая пешка · h4 белая пешка · a3 чёрная ладья · c3 белый конь · a2 белая пешка · b2 белый конь · e2 белый слон · f2 белая ладья · g2 белый король · a1 белая ладья · d1 белый ферзь · e1 белый слон | c8 чёрный слон · f8 чёрная ладья · g8 чёрный король · e7 чёрный конь · g7 чёрный слон · b6 чёрный ферзь · d6 чёрная пешка · f6 чёрный конь · g6 чёрная пешка · h6 чёрная пешка · b5 чёрная пешка · d5 белая пешка · e5 чёрная пешка · b4 белая пешка · c4 чёрная пешка · e4 белая пешка · g4 белая пешка · h4 белая пешка · a3 чёрная ладья · c3 белый конь · a2 белая пешка · b2 белый конь · e2 белый слон · f2 белая ладья · g2 белый король · a1 белая ладья · d1 белый ферзь · e1 белый слон | c8 чёрный слон · f8 чёрная ладья · g8 чёрный король · e7 чёрный конь · g7 чёрный слон · b6 чёрный ферзь · d6 чёрная пешка · f6 чёрный конь · g6 чёрная пешка · h6 чёрная пешка · b5 чёрная пешка · d5 белая пешка · e5 чёрная пешка · b4 белая пешка · c4 чёрная пешка · e4 белая пешка · g4 белая пешка · h4 белая пешка · a3 чёрная ладья · c3 белый конь · a2 белая пешка · b2 белый конь · e2 белый слон · f2 белая ладья · g2 белый король · a1 белая ладья · d1 белый ферзь · e1 белый слон | 2 |
| 1 | c8 чёрный слон · f8 чёрная ладья · g8 чёрный король · e7 чёрный конь · g7 чёрный слон · b6 чёрный ферзь · d6 чёрная пешка · f6 чёрный конь · g6 чёрная пешка · h6 чёрная пешка · b5 чёрная пешка · d5 белая пешка · e5 чёрная пешка · b4 белая пешка · c4 чёрная пешка · e4 белая пешка · g4 белая пешка · h4 белая пешка · a3 чёрная ладья · c3 белый конь · a2 белая пешка · b2 белый конь · e2 белый слон · f2 белая ладья · g2 белый король · a1 белая ладья · d1 белый ферзь · e1 белый слон | c8 чёрный слон · f8 чёрная ладья · g8 чёрный король · e7 чёрный конь · g7 чёрный слон · b6 чёрный ферзь · d6 чёрная пешка · f6 чёрный конь · g6 чёрная пешка · h6 чёрная пешка · b5 чёрная пешка · d5 белая пешка · e5 чёрная пешка · b4 белая пешка · c4 чёрная пешка · e4 белая пешка · g4 белая пешка · h4 белая пешка · a3 чёрная ладья · c3 белый конь · a2 белая пешка · b2 белый конь · e2 белый слон · f2 белая ладья · g2 белый король · a1 белая ладья · d1 белый ферзь · e1 белый слон | c8 чёрный слон · f8 чёрная ладья · g8 чёрный король · e7 чёрный конь · g7 чёрный слон · b6 чёрный ферзь · d6 чёрная пешка · f6 чёрный конь · g6 чёрная пешка · h6 чёрная пешка · b5 чёрная пешка · d5 белая пешка · e5 чёрная пешка · b4 белая пешка · c4 чёрная пешка · e4 белая пешка · g4 белая пешка · h4 белая пешка · a3 чёрная ладья · c3 белый конь · a2 белая пешка · b2 белый конь · e2 белый слон · f2 белая ладья · g2 белый король · a1 белая ладья · d1 белый ферзь · e1 белый слон | c8 чёрный слон · f8 чёрная ладья · g8 чёрный король · e7 чёрный конь · g7 чёрный слон · b6 чёрный ферзь · d6 чёрная пешка · f6 чёрный конь · g6 чёрная пешка · h6 чёрная пешка · b5 чёрная пешка · d5 белая пешка · e5 чёрная пешка · b4 белая пешка · c4 чёрная пешка · e4 белая пешка · g4 белая пешка · h4 белая пешка · a3 чёрная ладья · c3 белый конь · a2 белая пешка · b2 белый конь · e2 белый слон · f2 белая ладья · g2 белый король · a1 белая ладья · d1 белый ферзь · e1 белый слон | c8 чёрный слон · f8 чёрная ладья · g8 чёрный король · e7 чёрный конь · g7 чёрный слон · b6 чёрный ферзь · d6 чёрная пешка · f6 чёрный конь · g6 чёрная пешка · h6 чёрная пешка · b5 чёрная пешка · d5 белая пешка · e5 чёрная пешка · b4 белая пешка · c4 чёрная пешка · e4 белая пешка · g4 белая пешка · h4 белая пешка · a3 чёрная ладья · c3 белый конь · a2 белая пешка · b2 белый конь · e2 белый слон · f2 белая ладья · g2 белый король · a1 белая ладья · d1 белый ферзь · e1 белый слон | c8 чёрный слон · f8 чёрная ладья · g8 чёрный король · e7 чёрный конь · g7 чёрный слон · b6 чёрный ферзь · d6 чёрная пешка · f6 чёрный конь · g6 чёрная пешка · h6 чёрная пешка · b5 чёрная пешка · d5 белая пешка · e5 чёрная пешка · b4 белая пешка · c4 чёрная пешка · e4 белая пешка · g4 белая пешка · h4 белая пешка · a3 чёрная ладья · c3 белый конь · a2 белая пешка · b2 белый конь · e2 белый слон · f2 белая ладья · g2 белый король · a1 белая ладья · d1 белый ферзь · e1 белый слон | c8 чёрный слон · f8 чёрная ладья · g8 чёрный король · e7 чёрный конь · g7 чёрный слон · b6 чёрный ферзь · d6 чёрная пешка · f6 чёрный конь · g6 чёрная пешка · h6 чёрная пешка · b5 чёрная пешка · d5 белая пешка · e5 чёрная пешка · b4 белая пешка · c4 чёрная пешка · e4 белая пешка · g4 белая пешка · h4 белая пешка · a3 чёрная ладья · c3 белый конь · a2 белая пешка · b2 белый конь · e2 белый слон · f2 белая ладья · g2 белый король · a1 белая ладья · d1 белый ферзь · e1 белый слон | c8 чёрный слон · f8 чёрная ладья · g8 чёрный король · e7 чёрный конь · g7 чёрный слон · b6 чёрный ферзь · d6 чёрная пешка · f6 чёрный конь · g6 чёрная пешка · h6 чёрная пешка · b5 чёрная пешка · d5 белая пешка · e5 чёрная пешка · b4 белая пешка · c4 чёрная пешка · e4 белая пешка · g4 белая пешка · h4 белая пешка · a3 чёрная ладья · c3 белый конь · a2 белая пешка · b2 белый конь · e2 белый слон · f2 белая ладья · g2 белый король · a1 белая ладья · d1 белый ферзь · e1 белый слон | 1 |
|   | a | b | c | d | e | f | g | h |   |

На диаграмме слева показан фрагмент одной из партий матча Москва — Ленинград, сыгранной в декабре 1960 года. Ходы 12. Cg5 или 12. Фd5 бесперспективны, однако белые находят более изящное продолжение. Следует 12. Ke5:f7! «Не так часто случается увидеть в партиях мастеров второй половины XX века жертвы „а ля Морфи“», — прокомментировал сделанный ход Михаил Таль. На 12. … Kpe8:f7 последовало 13. Фd1-d5+ Kpf7-f8 14. Cc1-f4 Фd8-b6 с целью предотвратить материальные потери у черных. Далее было сыграно 15. Лe4:e7 Kpf8:e7 16. Cf4-g5+ Kpe7-f8 17. Лa1-e1 Фb6-g6. Фигуры черных за исключением ферзя не участвуют в защите. Были сделаны ходы 18. Cg5-e7+ Kpf8-e8 19. Ce7-d6+ Фg6-e6 20. Фd5-h5+! и вскоре черные сдались.
Положение из второй партии сложилось после хода белых 21. Kpg1-g2, на что черные отреагировали эффектной жертвой ферзя …Лa3:c3! 22. Ce1:c3 Фb6:f2+! 23. Kpg2:f2 Kf6:e4+ 24. Kpf2-g1 Ke4:c3 25. Фd1-d2 Kc3:e2+ 26. Фd2:e2 Ke7:d5. «… одна из тех позиций, для оценки которых не требуется подробного анализа. Черные фигуры и пешки чрезвычайно активны, в то время как позиция белых представляет собой сплошные руины», — отметил в своей книге Павел Кондратьев. После 27. Лa1-f1 Kd5-f4 28. Фe2-d1 Kpg8-h7 29. Фd1:d6? Kf4-e2 30. Kpg1-g2 Cc8-b7+ белые признали своё поражение.

## Результаты выступлений
| Год  | Наименование соревнования                             | +  | − | =  | Результат | Место |
| ---- | ----------------------------------------------------- | -- | - | -- | --------- | ----- |
| 1940 | Москва, чемпионат Москвы среди школьников             |    |   |    |           | 3     |
| 1943 | Ленинград, XVII чемпионат Ленинграда                  | 4  | 3 | 2  | 5 из 9    | 4—6   |
| 1946 | Таллин, чемпионат Эстонской ССР                       | 6  | 6 | 5  | 8½ из 17  | 7—9   |
|      | Таллин, чемпионат Таллина                             |    |   |    |           | 1     |
| 1947 | Таллин, чемпионат Эстонской ССР                       | 12 | 2 | 4  | 14 из 18  | 2     |
|      | Ленинград, четвертьфинал чемпионата СССР              | 2  | 8 | 5  | 4½ из 15  | 14—15 |
| 1948 | Таллин, чемпионат Эстонской ССР                       | 12 | 2 | 5  | 14½ из 19 | 2—3   |
|      | Ленинград, турнир кандидатов в мастера                | 4  | 5 | 6  | 7 из 15   | 12    |
| 1949 | Пярну, чемпионат Эстонской ССР                        | 10 | 3 | 6  | 13 из 19  | 3     |
|      | Львов, четвертьфинал чемпионата СССР                  |    |   |    | 11 из 15  | 1     |
| 1950 | Москва, VII чемпионат Вооруженных Сил СССР            |    |   |    |           | 2—3   |
|      | Дзинтари, первенство общества «Спартак»               | 3  | 6 | 2  | 4 из 11   | 11—12 |
|      | Ленинград, полуфинал XVIII чемпионата СССР            | 4  | 3 | 8  | 8 из 15   | 6—9   |
| 1951 | Свердловск, полуфинал XIX чемпионата СССР             | 5  | 3 | 11 | 10½ из 19 | 8     |
|      | Ленинград, четвертьфинал XX чемпионата СССР           |    |   |    | 9 из 15   | 4—6   |
| 1952 | Ленинград, полуфинал XX чемпионата СССР               | 3  | 8 | 6  | 6 из 17   | 16    |
|      | Ленинград, четвертьфинал XXI чемпионата СССР          |    |   |    | 6 из 15   | 11—12 |
| 1953 | Ленинград, четвертьфинал XXII чемпионата СССР         |    |   |    | 9½ из 15  | 3     |
| 1954 | Ленинград, полуфинал чемпионата СССР                  | 6  | 7 | 7  | 9½ из 20  | 13—14 |
| 1955 | Ленинград, XXVIII чемпионат Ленинграда                | 6  | 9 | 4  | 8 из 19   | 15    |
| 1956 | Ленинград, полуфинал 24-го чемпионата СССР            | 5  | 4 | 10 | 10 из 19  | 9—11  |
|      | Ленинград, XXIX чемпионат Ленинграда                  | 7  | 2 | 7  | 10½ из 16 | 1     |
| 1957 | Ленинград, XXX чемпионат Ленинграда                   | 6  | 6 | 6  | 9 из 18   | 8—10  |
| 1958 | Ленинград, XXXI чемпионат Ленинграда                  | 5  | 6 | 6  | 8 из 17   | 11—13 |
| 1959 | Ленинград, XXXII чемпионат Ленинграда                 | 2  | 8 | 7  | 5½ из 17  | 16—17 |
|      | Ленинград, матч мастеров против кандидатов в мастера  |    |   |    | 9½        |       |
|      | Ленинград, первенство Ленинградского шахматного клуба |    |   |    | 9         | 1     |
| 1960 | Ленинград, матч Ленинград — Москва                    | 0  | 2 | 0  | 0 из 2    |       |
|      | Москва, матч Ленинград — Москва                       | 1  | 0 | 1  | 1½ из 2   |       |
|      | Ленинград, турнир стран Балтийского моря              | 2  | 7 | 2  | 3 из 11   | 11    |
| 1962 | Ленинград, матч Ленинград — Москва                    | 0  | 1 | 1  | ½ из 2    |       |
|      | Минск, полуфинал чемпионата СССР                      | 5  | 6 | 6  | 8 из 17   | 11—13 |
| 1963 | Ленинград, XXXVI чемпионат Ленинграда                 |    |   |    | 5 из 13   | 12—13 |
| 1965 | Киев, первенство общества «Спартак»                   |    |   |    | 12 из 19  | 4—6   |
|      | Ленинград, матч Ленинград — Москва                    | 2  | 0 | 0  | 2 из 2    |       |
| 1966 | Ленинград, XXXIX чемпионат Ленинграда                 | 4  | 0 | 9  | 8½ из 13  | 3     |
|      | Ленинград, матч Ленинград — Узбекская ССР             | 2  | 0 | 0  | 2 из 2    |       |
|      | Орёл, полуфинал чемпионата СССР                       | 4  | 6 | 6  | 7 из 16   | 11—12 |
| 1967 | Ленинград, XXXX чемпионат Ленинграда                  | 2  | 6 | 7  | 5½ из 15  | 14—15 |
| 1975 | Оломоуц, международный турнир                         |    |   |    | 7½ из 12  | 4—6   |
| 1982 | Открытый чемпионат Зимбабве                           |    |   |    |           | 1     |

## Награды
- медаль Ушакова (18.05.1945[4])
- медаль «За оборону Ленинграда»
- медаль «За победу над Германией в Великой Отечественной войне 1941—1945 гг.»
- другие награды

## Книги
- Защита Бенони / в соавторстве с Е. С. Столяром. — М.: Физкультура и спорт, 1981. — 224 с. — (Теория дебютов). — 75 000 экз.
- Позиционная жертва. Москва : Физкультура и спорт, 1983. 96 с. (Библиотечка шахматиста).
- Славянская защита. — М.: Физкультура и спорт, 1985. — 240 с. — (Теория дебютов). — 100 000 экз.
- Малая дебютная энциклопедия / [Сост. Я. Б. Эстрин] М. : Физкультура и спорт, 1985. 672 с. (при участии В. Багирова, Э. Гуфельда, П. Кондратьева и др.)
- Damengambit bis Holländisch. Berlin : Sportverl., 1973. 380 с. (Moderne Theorie der Schacheröffnungen). (Автор М. Е. Тайманов, при участии П. Е. Кондратьева, Я. И. Нейштадта и Е. С. Столяра)
- Slawisch bis Reti-Eröffnung. Berlin : Sportverl., 1979. 387 с. (Moderne Theorie der Schacheröffnungen). (Автор М. Е. Тайманов, при участии П. Е. Кондратьева)
- Nimzowitsch-Indisch bis Katalanisch. Berlin : Sportverl., 1979. 541 с. (Moderne Theorie der Schacheröffnungen). (Автор М. Е. Тайманов, при участии П. Е. Кондратьева и Я. И. Нейштадта)
- Slawisch : Abtauschsystem bis Slaw. Gambit. Berlin : Sportverl., 1984. 254 с. (Moderne Eröffnungstheorie). (Автор Л. А. Полугаевский, при участии П. Е. Кондратьева)
- Sokolski-Eröffnung. Heidelberg : Schachverl. Schmaus, 1987. 87 с. (В соавторстве с Е. С. Столяром)
- Holländisch bis Bird-Eröffnung. Berlin : Sportverl., 1988. 255 с. (Moderne Eröffnungstheorie). (Автор М. Е. Тайманов, при участии П. Е. Кондратьева)